# Hagop Terzian
Pour les articles homonymes, voir Terzian.
Ne doit pas être confondu avec Agop Terzan.
Hagop Terzian (en arménien : Հակոբ Թերզեան), né le 22 août 1879 à Hadjin et mort en 1915, est un auteur arménien et un pharmacien de l'Empire ottoman. Il a particulièrement écrit sur l'héritage arménien de la région de la Cilicie. Il a publié un témoignage en cinq volumes des massacres d'Adana. Bien que ses écrits aient été confisqués par les Ottomans, ils ont été préservés. Son œuvre a été publiée en 2009 par l'Institut Komitas (en). Il est raflé le 24 avril 1915, déporté et finalement assassiné.

## Biographie
Hagop Terzian est né le 22 août 1879 à Hadjin (aujourd'hui Saimbeyli) près d'Adana en Cilicie dans l'Empire ottoman,. Il est élève à l'école arménienne locale Hisusian à Adana. En 1897, Terzian va à Constantinople où il obtient un diplôme en pharmacie en 1900. Après cela, il retourne à Hadjin et y ouvre une pharmacie ainsi qu'à Adana. Il devient correspondant de presse pour plusieurs journaux arméniens de Constantinople. Il utilise alors les noms de plume suivants : Hagter, Davros, Hmayag, and Hito parmi d'autres.
En 1909, il est témoin des massacres d'Adana. Il commence à écrire et à prendre de nombreuses notes de ce dont il assiste. Il est par ailleurs un militant du mouvement d'auto-défense du quartier arménien de la ville. Pendant les évènements, sa pharmacie (à Adana) est brûlée et démolie. Il perd également son fils nouveau-né pendant les massacres et y survit lui-même de justesse,. Il s'enfuit à Constantinople et y ouvre une pharmacie nommée « Adana » dans le district de Kumkapı (en),. En 1911, il publie un premier livre, La Vie à Adana (1911), puis une publication en cinq volumes intitulée La Catastrophe cilicienne (1912). Cette dernière fut confisquée par les autorités mais ce travail fut tout de même sauvé,. La Catastrophe cilicienne a obtenu un fort succès et est considérée comme une étude d'importance au sujet des massacres d'Adana,. Le Catholicos de Cilicie, Sahak II de Cilicie, loue le sérieux du travail de Terzian,. Il reçoit également des compliments (par lettre) de Yeghishe Tourian ainsi que de Malachia Ormanian (en), alors Patriarche arménien de Constantinople.

## Décès
Hagop Terzian est raflé le 24 avril 1915 : il est arrêté et envoyé par train à Ayaş. Il est par la suite envoyé à Çankırı où il est emprisonné. Le 19 août, il est envoyé vers Ankara où il est à nouveau emprisonné. Après quatre jours passés en prison à Ankara, il est déporté avec d'autres Arméniens vers Yozgat. Durant le trajet, lui et ses compagnons sont assassinés,.

## Œuvres
- La Vie à Adana (1911)
- La Catastrophe cilicienne (1912) en cinq volumes sur les massacres d'Adana